# Landhaus Scherrer

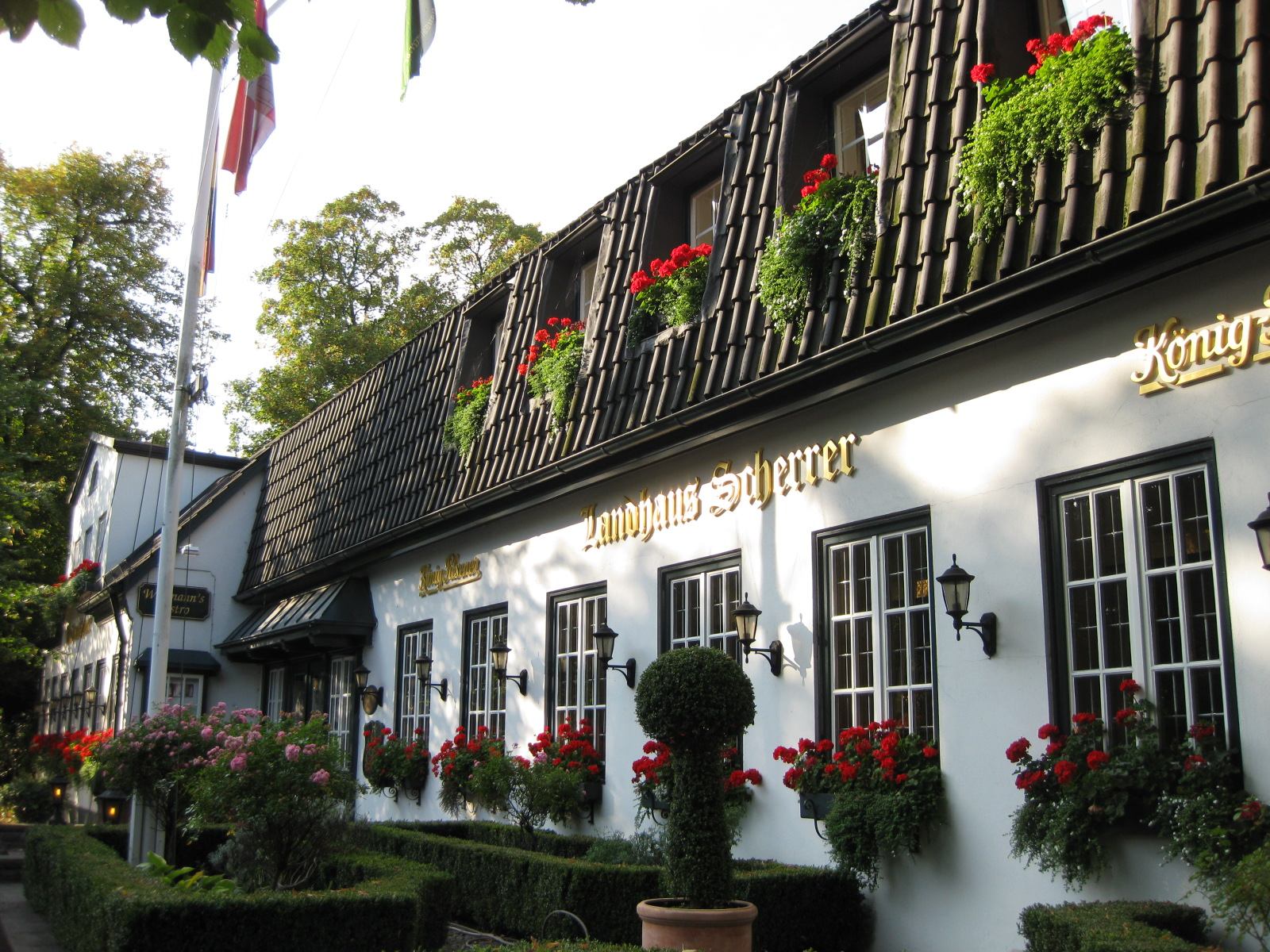
Das Landhaus Scherrer an der Elbchaussee

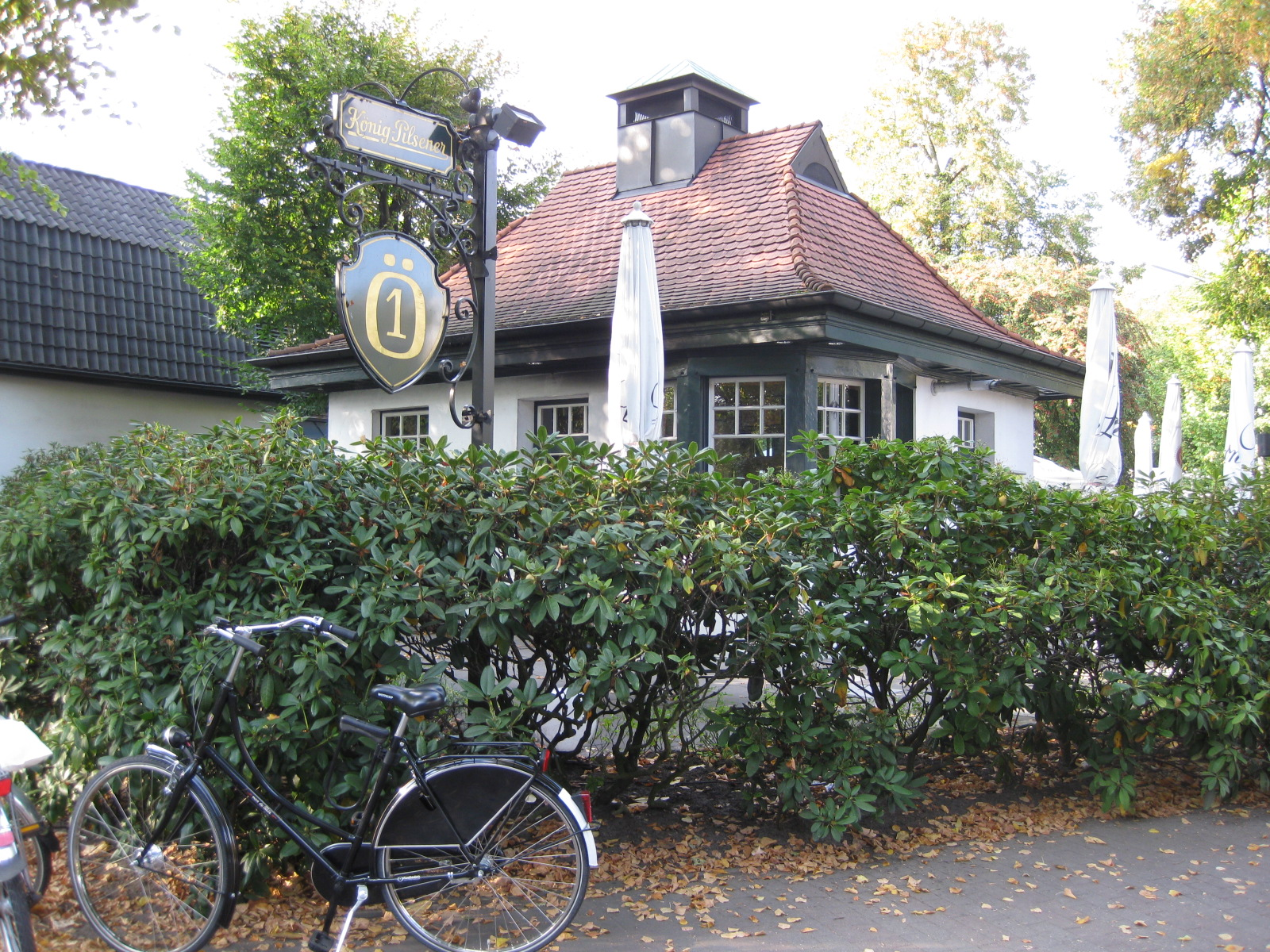
Zum gastronomischen Betrieb gehört das Ö1

Das Landhaus Scherrer ist ein Restaurant an der Elbchaussee in Hamburg-Othmarschen.

## Geschichte
Das Restaurant befindet sich in einem 1827 erstmals erwähnten Gebäude, das seit 1840 als Schänke für Fuhrleute diente. Im 20. Jahrhundert gehörte es der Elbschloss-Brauerei. Armin und Emmi Scherrer kauften es 1975, bauten es um und eröffneten 1976 das Landhaus Scherrer als Restaurant. Es besteht aus dem Gourmet-Restaurant, dem Bistro und dem benachbarten Ö1 am Hohenzollernring, in dem kleine Speisen serviert werden. Zum Landhaus gehört  eine Vinothek.
Patron des Restaurants ist Heinz Otto Wehmann, der dort seit 1980 arbeitet und  seit 1981 Küchenchef und Geschäftsführer ist. Nach dem Tod Armin Scherrers im Jahr 1982 waren Emmi Scherrer und Heinz Otto Wehmann Inhaber des Landhauses. 2019 übernahm Heinz O. Wehmann die Führung alleine. 
Im Landhaus Scherrer waren bekannte Köche und Sommeliers tätig, darunter Hendrik Thoma, Nils Henkel, Thomas Bühner, Roy Petermann, Patrick Bittner, Markus Nagy und der Österreicher Manfred Stocker.

## Bewertungen
Der Gastronomiekritiker  Wolfram Siebeck beschrieb das Landhaus Scherrer als „Inbegriff für alles, was Hamburgs Gastronomie erfolgreich und umstritten gemacht hat. Elegant, luxuriös, teuer, anspruchsvoll, modern, rustikal, bürgerlich, preiswert“.
Das Restaurant ist seit 1978 mit einem Stern im Guide Michelin ausgezeichnet, zeitweilig trug es zwei Sterne.

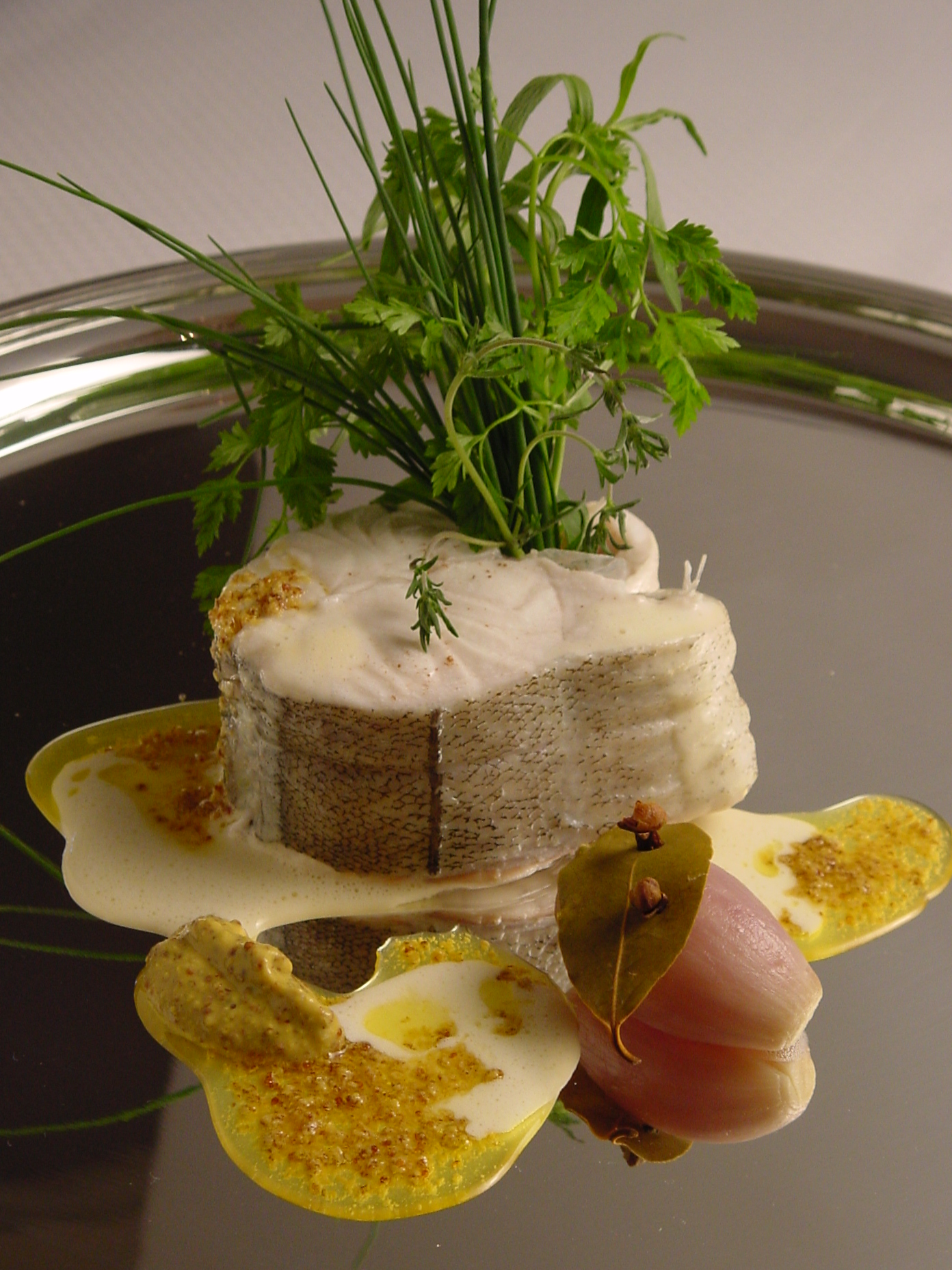
Angelschellfisch am Stück mit Senfbutter
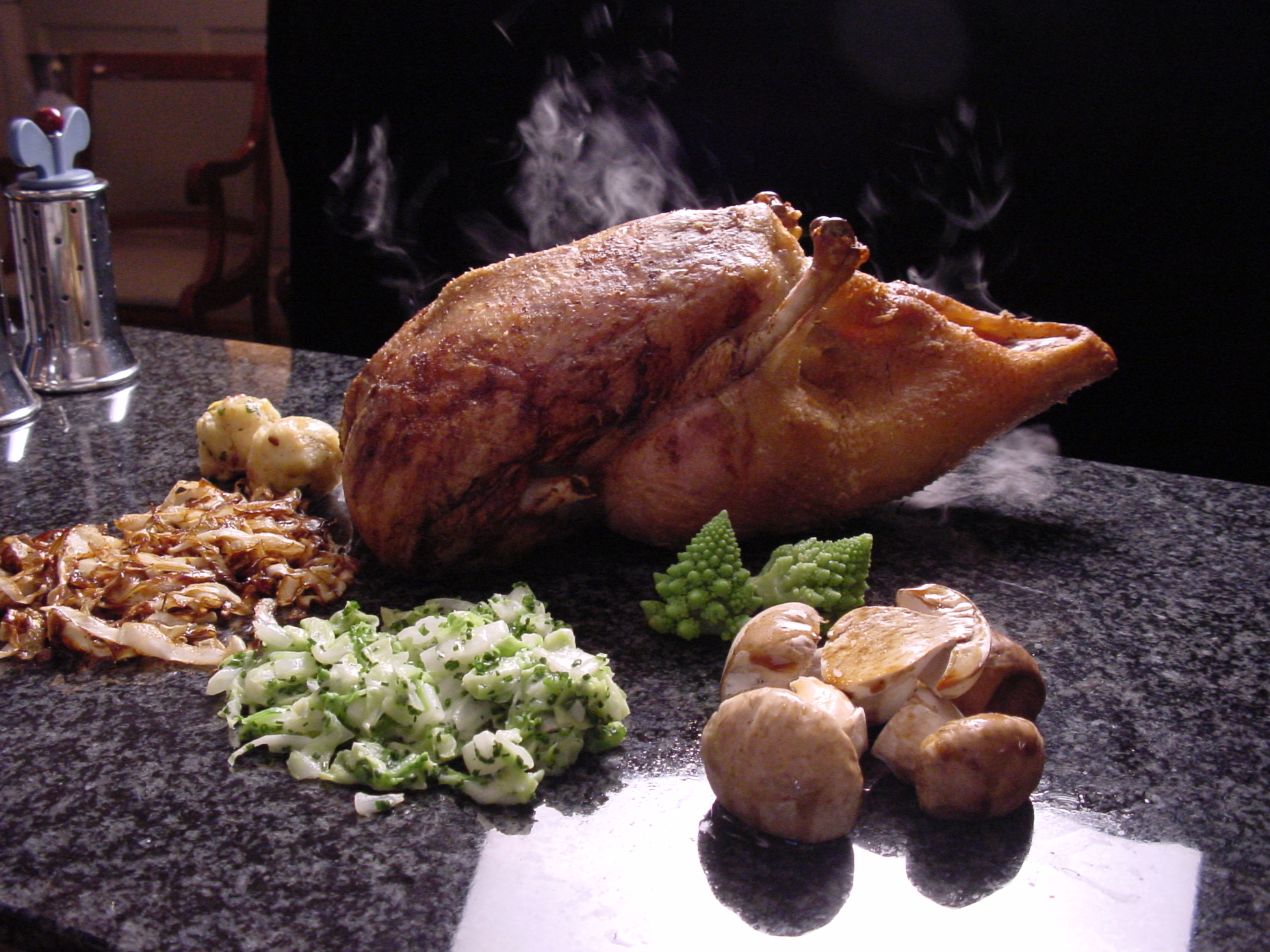
Vierländer Ente
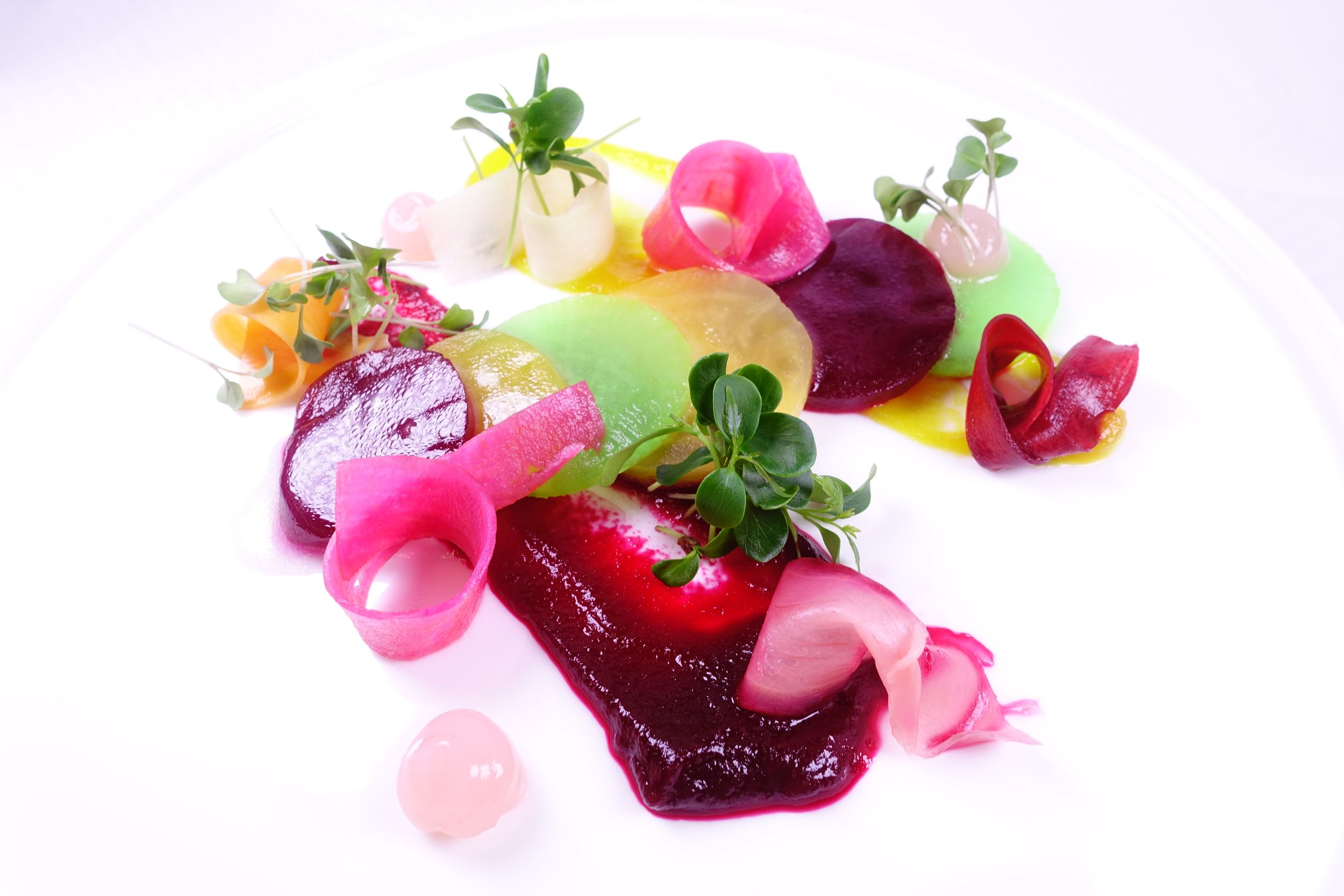
Veganes Gemüse-Cevice
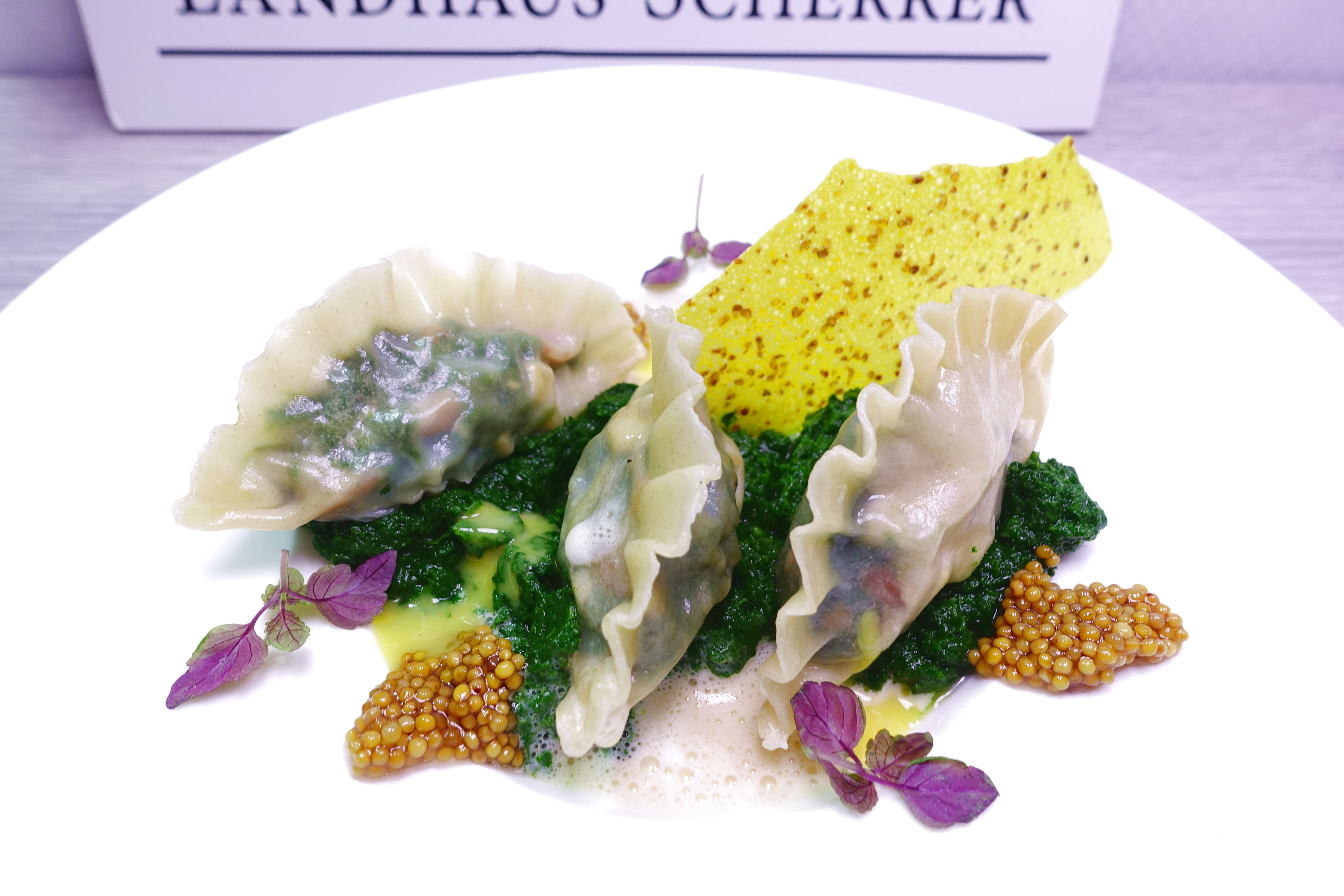
Vegane Grünkohl-Ravioli
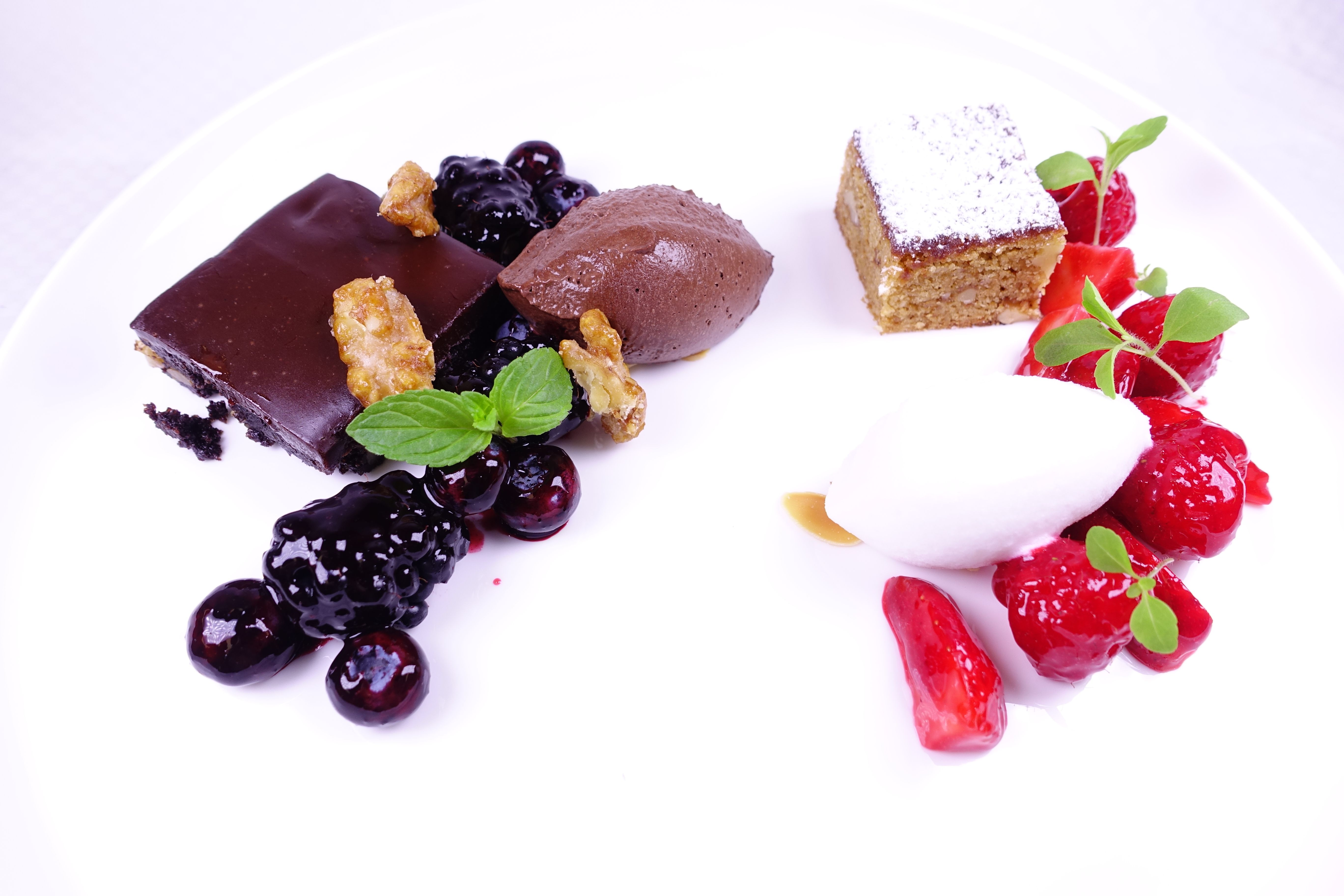
Veganer Brownie